# Pseudomys gouldii
El ratón de Gould (Pseudomys gouldii), también conocido como ratón de Shark Bay, es una especie de roedor múrido que antaño se distribuía por el suroeste de Australia Occidental, la zona sur de Australia Meridional, y Nueva Gales del Sur y que en la actualidad se halla restringido a la bahía Shark. Fue nombrado así por George Robert Waterhouse en honor a Elizabeth Gould, esposa del naturalista John Gould.

## Descripción y comportamiento
Su cabeza en conjunto con el cuerpo tienen una longitud de entre 100 y 120 mm, siendo poco menor que la rata negra. Es poseedor de una cola larga, que promedia desde 90 a 100 mm. Sus extremidades traseras miden entre 16 y 18 mm, siendo en general los cuatro miembros del animal largos y delgados. Cuenta con un peso de 50 g. Las orejas del animal se caracterizan por ser grandes y algo puntiagudas. En cuanto a la coloración, Pseudomys gouldii exhibe un pelaje color amarillo ocre con tonalidades oscuras en la parte superior; por su parte, la sección inferior es de un color blanquecino. Las orejas son marrones, con algunos pelos amarillentos dispersos. Los incisivos superiores muestran un color naranja intenso, mientras que los inferiores son amarillos. La garras tienen una coloración blancuzca.
El ratón de Gould es un animal sociable, que tiende a formar pequeños grupos familiares, los cuales se refugian durante el día en madrigueras cavadas a una profundidad de 15 cm por debajo de los arbustos. En dichas madrigueras construyen sus nidos con hierba seca y suave.

## Presunta extinción y reevaluación
Pseudomys gouldii era muy común y se encontraba bastante extendido antes de la llegada de los europeos a Australia, sin embargo, desaparecería rápidamente del continente desde la década de los cuarenta del siglo XIX, presumiéndose extinto. Si bien las causas de tal declive no son del todo claras, probablemente influyó en gran medida la depredación de los gatos introducidos; a la par, debe considerarse el impacto que tuvo la competencia ejercida por las ratas y ratones (también introducidos), las enfermedades exóticas, y los efectos en el hábitat que trajo tanto el ganado como el cambio en el régimen de quemas de los aborígenes. Los "últimos" ejemplares de la especie fueron recolectados en 1856-1857 por la expedición de William Blandowski en la confluencia de los ríos Murray y Darling, en Nueva Gales del Sur. Las extensas búsquedas posteriores en su "área de distribución" resultaron infructuosas.
Sin embargo, estudios efectuados en junio de 2021 a cargo de la investigadora Emily Roycroft arrojaron que Pseudomys gouldii era genéticamente idéntico al ratón de Shark Bay (Pseudomys fieldii), de modo que ambos ratones debían ser agrupados en una misma especie.  Así pues, el ratón de Gould, en tanto en cuanto se identifica con el ratón de Shark Bay, se considera ya no extinto, sino en estado vulnerable, sobreviviendo hoy por hoy únicamente en cuatro islas situadas en la bahía Shark, frente a Australia Occidental.